# Rawele
Rawele (lit. Raveliai) − wieś na Litwie, w gminie rejonowej Soleczniki, 10 km na zachód od Jaszunów, zamieszkana przez 11 ludzi. 
W okresie międzywojennym w Polsce, w powiecie wileńsko-trockim województwa wileńskiego.